# Graptopetalum bartramii
Graptopetalum bartramii és una espècie de planta suculenta del gènere Graptopetalum, de la família de les Crassulaceae.

## Descripció
És una planta suculenta perenne, que forma rosetes solitàries o múltiples, de 7 a 15 cm de diàmetre, de 15 a 70 fulles cuneades-oblanceolades o obovades,de color verd-blavós, de 3 a 10 cm de llarg i de 1 a 4 cm d'ample, llises, amb l'àpex escassament apiculat, amb una mica de recobriment polsós.
La inflorescència és en cimes apiculades amb tiges de 10 a 30 cm, amb 7 a 18 branques de 1 a 6 flors cadascuna. Flors amb forma d'estrella, de color groc-blanquinós amb taques en franges vermelles.

## Distribució
Planta endèmica d'Arizona (Estas Units d'Amèrica) i de Chihuahua i Sonora (Mèxic).
Creix en escletxes de roca i pendents de grava a les muntanyes, entre 1200 i 2100 m d'altura.

## Taxonomia
Graptopetalum bartramii va ser descrita per Rose, Joseph Nelson i publicada a Addisonia; colored illustrations and popular . . . 11(1): 1–2, pl. 353. 1926.

### Etimologia
- Graptopetalum: nom genèric que deriva de les paraules gregues: γραπτός (graptos) per a "escrits", pintats i πέταλον (petalon) per a "pètals" on es refereix als pètals generalment tacats.
- bartramii: epítet atorgat en honor del briòleg nord-americà Edwin Bunting Bartram.[3]

### Sinonímia
- Echeveria bartramii (Rose) Kearney & Peebles